# Lago Moero
El lago Moero  (también escrito lago Mwero o lago Mweru) es un lago situado en la frontera entre la República Democrática del Congo (Katanga) y Zambia, a unos 150 km al sur del lago Tanganica. Mide unos 96 km de largo por 45 km de ancho, orientado en dirección noreste-suroeste, con una superficie de 4.650 km².. Tiene una profundidad máxima de 37 m.
Es alimentado principalmente por el río Luapula. El emisario del lago es el río Luvua, que alimenta al río Lualaba, que es el nombre que recibe el río Congo en su parte superior. El lago incluye la isla Kilwa en su parte meridional.

## Geografía
El lago Moero se alimenta principalmente del río Luapula, que llega a través de pantanos desde el sur, y el río Kalungwishi desde el este. En su extremo norte, el lago es drenado por el río Luvua, que fluye en dirección noroeste para unirse al río Lualaba y de allí al Congo. Es el segundo lago más grande de la cuenca de drenaje del Congo y se encuentra a 150 kilómetros al oeste del extremo sur del más grande, el lago Tanganica.
El Luapula forma un delta pantanoso casi tan ancho como el extremo sur del lago. En varios aspectos, la parte baja del río y el lago pueden tratarse como una sola entidad. Para un lago en una región con estaciones secas y húmedas pronunciadas, el Moero no cambia mucho en nivel y área. La fluctuación anual en el nivel es de 1,7 metros, con máximos estacionales en mayo y mínimos en enero. [3] Esto se debe en parte a que Luapula drena de los pantanos de Bangweulu y la llanura aluvial que tienden a regular el flujo de agua, absorbiendo la inundación anual y liberándola lentamente, y en parte porque la salida del Moero, el Luvua, cae rápidamente y fluye rápidamente, sin vegetación para bloquearlo. Un aumento en Mweru se compensa rápidamente con un flujo más rápido por el Luvua.
La longitud promedio del Moero es de 118 kilómetros y su ancho promedio es de 45 kilómetros, con su eje largo orientado de noreste a suroeste. Su elevación es de 917 metros, bastante más alta que Tanganica (763 metros). Es un lago del valle del Rift que se encuentra en el lago Moero-Luapula graben, que es una rama del Rift de África Oriental. La orilla occidental del lago en la República Democrática del Congo exhibe la escarpa escarpada típica de un lago del valle del Rift, que se eleva hasta las montañas Kundelungu más allá, pero la escarpa del valle del Rift es menos pronunciada en la costa este.
El Moero es poco profundo en el sur y más profundo en el norte, con dos depresiones en la sección noreste con profundidades máximas de 20 y 27 metros.
Un pequeño lago muy pantanoso llamado Moero Wantipa (también conocido como los Pantanos del Moero) se encuentra a unos 50 kilómetros al este y al norte del Kalungwishi. Es principalmente endorreico y en realidad toma agua del Kalungwishi a través de un dambo la mayor parte del tiempo, pero en épocas de grandes inundaciones puede desbordarse hacia el Kalungwishi y el lago Moero.

## Geografía humana

### Exploración
El lago era conocido por los comerciantes árabes y suajili (de marfil, cobre y esclavos) que usaban la isla Kilwa en el lago como base en un momento. Utilizaron rutas comerciales desde Zanzíbar en el Océano Índico hasta Ujiji en el lago Tanganica hasta Mweru y luego a los reinos de Lunda, Luba, Yeke o Kazembe, el último en las costas del sur del Moero. Las rutas comerciales occidentales iban de esos reinos al Atlántico, por lo que el Moero se encontraba en una ruta comercial transcontinental.
Entre 1796 y 1831, los comerciantes / exploradores portugueses Pereira, Francisco de Lacerda y otros visitaron Kazembe desde Mozambique para obtener tratados para utilizar la ruta comercial entre sus territorios de Mozambique y Angola. Los portugueses deben haber sabido del lago, y los visitantes solo tenían que caminar hasta un terreno más alto a unos 5 kilómetros al norte de la capital de Kazembe, Kanyembo , para ver el lago a 10 kilómetros de distancia. Sin embargo, estaban más interesados en las rutas comerciales que en el descubrimiento, se habían acercado desde el sur y sus movimientos estaban restringidos por Mwata Kazembe, y no dieron cuenta de ello. Explorador y misionero David Livingstone, a quien se refirió como 'Moero', se le atribuye su descubrimiento durante sus viajes de 1867-'8.
Livingstone fue testigo de la devastación y el sufrimiento causados por la trata de esclavos en el área al norte y al este del Moero, y sus relatos ayudaron a generar oposición. Sin embargo, el último tráfico de esclavos en el área fue tan tardío como la década de 1890. Mientras tanto, entre 1870 y 1891, escaramuzas y guerras entre el rey Yeke Msiri y los jefes y comerciantes vecinos sacudieron el área. Pocos europeos habían visitado Mweru desde Livingstone, hasta que Alfred Sharpe en 1890–1 y la Expedición Stairs en 1892 ambos pasaron por allí en su camino para buscar tratados con Msiri. La expedición Escaleras mató a Msiri y tomó Katanga por el rey Leopoldo II de Bélgica. Sharpe dejó a uno de sus oficiales para establecer el primer puesto de avanzada colonial en el valle de Luapula-Mweru, la boma británica en Chiengi en 1891.

### Desarrollo histórico

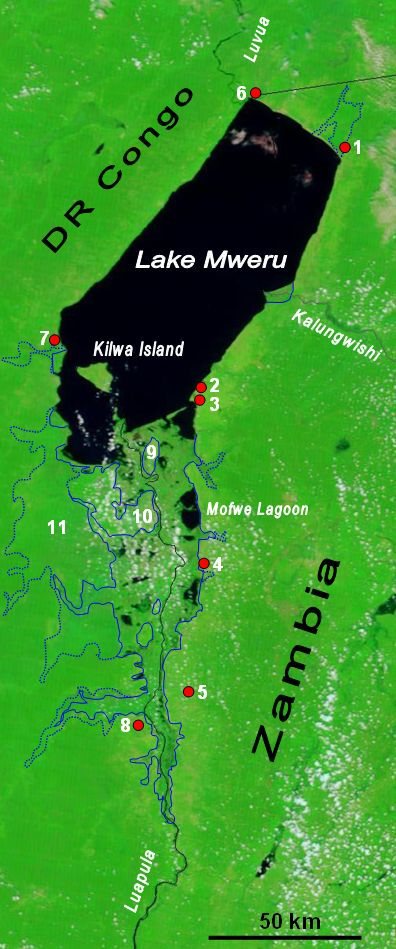
El lago Moero y sus principales ensenadas, la parte baja del río Luapula y sus pantanos, y el Kalungwishi. También se muestra el desagote del Moero, el río Luvua que va hacia el norte hasta los ríos Lualaba y Congo. El agua aparece en negro en esta imagen de satélite de la NASA en color falso La extensión de los pantanos se muestra con una línea azul sólida y la extensión de la llanura aluvial se muestra como una línea de puntos. Las ciudades son, en Zambia: 1 Chiengi, 2 Kashikishi, 3 Nchelenge, 4 Mwansabombwe, 5 Mwense; en la República Democrática del Congo: 6 Pweto, 7 Kilwa, 8 Kasenga. Otras características: 9: Isla Chisenga, 10 la isla pantanosa más grande (en la República Democrática del Congo), 11 la principal llanura aluvional.

La costa occidental de Luapula-Moero se convirtió en parte del Congo Belga y la costa oriental de Rhodesia del Norte, un protectorado británico. El lago Moero a Tanganica es un área que estuvo expuesta a la influencia europea en una fecha muy temprana, cuando los lagos eran la entrada principal a Rhodesia del Norte.  Aunque la isla Kilwa está más cerca de la costa occidental, se asignó a Rhodesia del Norte y, en consecuencia, Zambia tiene el 58% de las aguas del lago y la República Democrática del Congo el 42%.
Los primeros puestos de avanzada belgas en el lago se establecieron en Lukonzolwa y Pweto, que fueron en varias ocasiones la sede de su administración de Katanga. Acabaron con la trata de esclavos que se dirigía al noreste alrededor del lago. La primera estación misionera en el lago fue establecida en 1892 por el misionero escocés Dan Crawford de los Hermanos de Plymouth en Luanza en el lado belga del lago.
Los británicos trasladaron su boma de Chiengi al Kalungwishi, con uno o dos oficiales británicos (como Blair Watson) y una fuerza de policía africana. Junto con las operaciones alrededor de Abercorn más abajo en la ruta comercial, esto fue suficiente para poner fin al comercio de esclavos que se dirigía hacia el este desde Mweru, pero no lo suficiente para poner a Mwata Kazembe bajo el dominio británico, y en 1899 se tuvo que enviar una expedición militar desde el África Central Británica. ( Nyasaland ) para hacer ese trabajo (consulte el artículo sobre Alfred Sharpe para obtener más detalles).
El traslado de la boma de Chiengi a Kalungwishi tuvo el efecto de dejar a la boma belga en Pweto con rienda suelta en el extremo norte del lago, lo que llevó cien años más tarde a unos 33 kilómetros cuadrados de territorio de Zambia junto a Pweto es cedido a la República Democrática del Congo (entonces Zaire). Consulte la disputa fronteriza de la provincia de Luapula para obtener más detalles y referencias.
Después de 1900, la provincia de Katanga en el Congo Belga en la orilla occidental del lago se desarrolló más rápido que el lado de Rhodesia del Norte, la provincia de Luapula y la ciudad de Kasenga, unas pocas horas en barco por el río Luapula, se convirtió en la más desarrollada del valle Luapula-Moero, y hasta la década de 1960 fue el principal centro comercial con mejores servicios e infraestructura que en otros lugares. Las minas de Elizabethville comenzaron a funcionar más rápidamente que las de Copperbelty Kasenga suministró pescado a su mano de obra. Desde 1960, las crisis políticas, el abandono del gobierno y las guerras en el lado congoleño han producido un deterioro de la infraestructura, mientras que la paz en el lado zambiano ha producido un aumento de la población y los servicios, lo que ha provocado un cambio en el equilibrio.

### Centros de población
Numerosos pueblos de pescadores salpican las costas de Mweru. Algunos son campamentos estacionales. Las principales ciudades del lado de Zambia son Nchelenge, Kashikishi y Chiengi, y del lado de la República Democrática del Congo, Kilwa (la ciudad frente a la isla), Lukonzolwa y Pweto.
Además de la isla Kilwa, hay otras dos islas habitadas en el lago: la isla Isokwe de Zambia de 3 kilómetros cuadrados, y una isla congoleña de 2 kilómetros cuadrados junto a la desembocadura del Luapula. (Otras dos islas en los pantanos de Luapula tienen orillas en el lago).
El lado congoleño del lago se vio afectado por la segunda guerra del Congo de 1999-2003, de la que aún se está recuperando. Muchos refugiados entraron en Zambia por Pweto y fueron alojados en campamentos en los distritos de Mporokoso y Kawambwa .

### Transporte
Los belgas operaban un servicio regular en un barco de vapor, el Charles Lemaire, entre Kasenga en el Luapula y Pweto en la desembocadura del río Luvua, una distancia de casi 300 kilómetros si se incluía una parada en Kilwa. Los barcos todavía recorren esa ruta hoy. El transporte por agua se utiliza menos en el lado de Zambia, excepto a las islas Kilwa, Isokwe y Chisenga (en los pantanos de Luapula).
El área del Moero fue servida sólo por caminos de tierra hasta que la carretera principal de la provincia de Luapula en el lado de Zambia fue alquilada a Nchelenge en 1987; la población alrededor del lago ha crecido, gran parte de ella explotando la rica pesca del lago. Cuando las minas de Copperbelt despidieron trabajadores en las décadas de 1980 y 1990, muchos ex mineros se mudaron a las orillas del lago, particularmente alrededor de Nchelenge-Kashikishi.
Los caminos de tierra en el lado congoleño se han descuidado y están en malas condiciones, y muchas personas cruzan a Zambia para viajar por carretera. Consulte la carretera Congo Pedicle para obtener más detalles.

### Pesca
El Moero siempre se ha destacado por su tilapia de aleta larga, (Oreochromis macrochir), llamada pálida ('pa-lay') en Chibemba, que tradicionalmente se secaba en rejillas o esteras al sol y se empacaba en cestas para el mercado. (El ahumado y salazón del pescado son procesos más recientes en la zona). También se capturan bagre (una especie de la cual crece hasta 2 metros, una especie de carpa, pez tigre, pez elefante y peces parecidos a la sardina.
La pesca comercial en el lago Moero y el río Luapula fue iniciada por pescadores griegos de las islas del Dodecaneso que se establecieron en Kasenga, República Democrática del Congo, en la orilla occidental del Luapula, a 150 kilómetros río arriba del lago en la primera mitad del siglo XIX. Utilizaron barcos construidos en el estilo griego con máquinas a vapor alimentadas por carbón, más tarde reemplazado con diésel. Suministraron la mano de obra de las minas de cobre en Lubumbashi (más tarde todo el cinturón de cobre) con pescado que era empaquetado en hielo en Kasenga y transportado desde allí en camiones. Se estima que en 1950 había 50 barcos griegos que capturaban 4.000 toneladas cortas (3.600 t) de pescado fresco al año. Un barco tardaría una semana en hacer el viaje de ida y vuelta al lago y llenar su bodega, forrada con hielo que se lleva a bordo.
En las últimas décadas la captura ha disminuido debido a la sobrepesca y se estima en 13.000 toneladas capturadas en 4.500 pequeñas embarcaciones, principalmente embarcaciones de tablones. Los pescadores congoleños son los que más capturan a pesar de tener una parte ligeramente menor de las aguas. Las tilapias son capturadas con redes de enmalle y no alcanzan el tamaño que tenían antes. Desde la década de 1980 aumentó la pesca 'chisense'. Este método se utiliza para capturar peces pelágicos pequeños llamados kapenta, originarios de las playas, pero ahora se utilizan luces en los barcos por la noche para atraer a los peces que luego se recogen en redes finas.

### Minería
La mina de cobre Dikulushi es una mina a cielo abierto a 50 kilómetros  al norte de Kilwa en la República Democrática del Congo por un camino de tierra y a 23 kilómetros al oeste del lago. La mina fue vendida por Anvil Mining a Mawson West, una empresa australiana, en marzo de 2010. Cuando la mina está en funcionamiento, camiones pesados que transportan concentrado cruzan el Moero en un gran transbordador motorizado de pontones de Kilwa a Nchelenge, una distancia de 44 kilómetros, para luego recorrer 2.500 kilómetros hasta una fundición de cobre en Tsumeb, Namibia.

## Accesos
El lago ha estado durante mucho tiempo aislado, sólo se llegaba a él a través de pistas forestales, tanto en el lado de Zambia como en el congoleño. En 1987 una carretera asfaltada se construyó hasta la aldea de Nchelenge en Zambia, y la población está creciendo rápidamente, aprovechando la pesca en el lago.
Los principales lugares de la parte congoleña son Pweto y Kilwa.